# 가산 합성
가산 합성, 가산식 합성 또는 가산 합성법(additive synthics)은 사인파를 더해 음색을 만들어 내는 사운드 합성 기술이다.
푸리에 이론에 비추어 악기의 음색은 다중 조화 또는 불협화음 부분 또는 배음으로 구성되는 것으로 간주할 수 있다. 각 부분은 ADSR 엔벨로프 또는 저주파 발진기의 변조로 인해 시간이 지남에 따라 부풀어 오르고 감소하는 다양한 주파수와 진폭의 사인파이다.
가산 합성은 여러 사인파 발생기의 출력을 추가하여 가장 직접적으로 사운드를 생성한다. 대체 구현에서는 미리 계산된 웨이브테이블이나 역 고속 푸리에 변환을 사용할 수 있다.

## 같이 보기
- FM 음원
- 감산 합성
- 음성 합성
- 배음렬